# Anders Lilliehöök

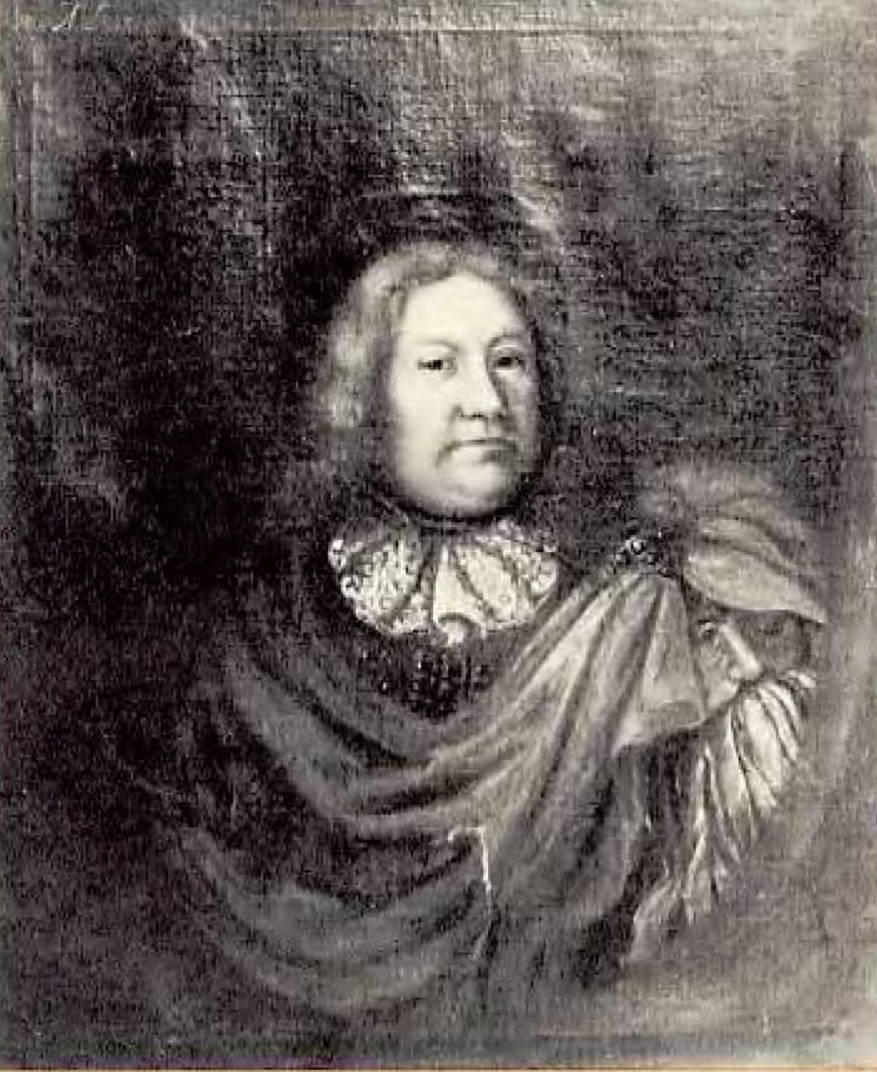
Bildnis von Anders Johansson Lilliehöök af Fårdala

Anders Johansson Lilliehöök af Fårdala (* 19. Dezember 1635 in Riga; † 17. November 1685 in Stockholm) war ein schwedischer Diplomat am polnischen Königshof.

## Leben
Anders Lilliehöök war der Sohn des Johan Nilsson Lilliehöök af Fårdala (1598–1642), aus dessen zweiter Ehe mit Ingeborg Bååt (1614–1635), der Tochter des Vizepräsidenten Jacob Jacobsen Snakenborg. Die Mutter starb elf Tage nach seiner Geburt im Wochenbett. In Abwesenheit seines Vaters wurde er bei Gouverneur Anders Eriksson Hästehufvud in Riga aufgezogen, der ihn nach dem Tod des Vaters 1642, dem Reichsrat Lars Sparre übergab, dessen Frau Anders Lilliehööks Tante war. Dieser schickte ihn 1643 an die Universität Uppsala, wo er 1652 eine Disputation absolvierte. 1651 war er, auch für die Verdienste seines Vaters, zusammen mit seinen Geschwistern in den schwedischen Freiherrenstand erhoben worden.
1655 begleitete er den König Karl X. Gustav auf dessen Schiff nach Pommern und trat von dort eine Reise durch Deutschland, die Niederlande und Frankreich an. 1657 kam er nach Heidelberg, die Residenzstadt der Kurpfalz. Kurfürst Karl I. Ludwig machte den am Hof sehr beliebten Lilliehöök zum Kammerherrn und sandte ihn im Oktober 1657 mit einer geheimen Botschaft zum schwedischen König. Dieser ernannte ihn für seinen Einsatz zum königlichen Kammerherrn.
Der unerwartete Tod seines Bruders Jacob Lilliehöök nötigte ihn zur Rückkehr in die Heimat. Nach dem Tod Karl X. Gustav 1660 wurde er von der Regierung auf ein Kanzleiratsamt berufen, 1661 jedoch zum Landsdomar in Schonen und zum Assistenzrat des dortigen Generalgouvernements. 1663 wurde er zum Präsidenten der Regierung Schwedisch-Pommerns und des pommerschen Hofgerichts ernannt. Dieses Amt lehnte er jedoch ab und wurde schließlich 1665 Landshövding in Östergötland.

### Gesandter in Polen
Im folgenden Jahr wurde er als außerordentlicher Gesandter an den polnischen Hof nach Warschau geschickt. Hier sah er sich zunächst einer allgemeinen antischwedischen Haltung gegenüber. Er konnte aber bald außer dem König Johann II. Kasimir und der Königin Luisa Maria auch den Altkanzler Bogusław Leszczyński für sich gewinnen und so bis zu seiner Abreise im Februar 1667 die Beziehung zwischen Polen und Schweden zu bessern. Danach diente er mehrere Jahre am schwedischen Hof, bis er 1674 als außerordentlicher Botschafter erneut nach Polen entsandt wurde, um als Beobachter bei der Königswahl die schwedischen Interessen zu vertreten. Auch dieses Mal hatte er gute Kontakte zu den polnischen Magnaten, insbesondere zum Primas und Erzbischof von Gnesen, Andrzej Olszowski. Im August 1674 trat er die Heimreise an, wurde jedoch durch den König nach Danzig befohlen, wo er auf weitere Anweisungen warten sollte. Wegen Unruhen zwischen dem Rat und der Bürgerschaft der Stadt wich er nach Stettin aus, von wo ihn der König erneut an den polnischen Hof entsandte. Er reiste über den brandenburgischen Teil Pommerns nach Großpolen. In Köslin wurden sein Gepäck konfisziert und seine Leute festgenommen, die erst nach elf Wochen freigelassen wurden. Er nahm an der Krönung des Königs Johann III. Sobieski teil.
Auf der anschließenden Heimreise wurde er erneut an den polnischen Hof beordert. Es zu einem diplomatischen Konflikt, als der polnische Gesandte Gursinski dem Kurfürsten Friedrich Wilhelm von Brandenburg über diesen beleidigende Äußerungen Lilliehööks berichtete. Der Kurfürst erklärte darauf das Benehmen Lilliehööks als eines Gesandten für unwürdig und dieser verdiene es, mit dem Stock gezüchtigt zu werden. Lilliehöök, dem Gursinski die Worte des Kurfürsten übermittelt hatte, hielt darauf vor dem polnischen König eine Rede, in der er die angedrohte Prügelstrafe als Verletzung seiner Würde als Gesandter des schwedischen Königs darstellte und entsprechende Vergeltung in Aussicht stellte. Friedrich Wilhelm beschwerte sich darauf beim schwedischen König und verlangte Genugtuung, die dieser aber verweigerte. Der Kurfürst, der König von Dänemark und der Kaiser sandten darauf Beschwerden über Lilliehöök an den polnischen König, der zwar die Äußerungen missbilligte, weitere Maßnahmen jedoch ablehnte.
1677 handelte er den Abschluss eines Bündnisvertrages zwischen Schweden und Polen aus. Erneut wurde er 1680 nach der Abreise aus Warschau aufgehalten, diesmal wegen der Bitte des polnischen Königs um die Vermittlung des schwedischen Königs Karl XI. zwischen Polen und Russland. Nach mehreren Monaten in Danzig konnte er endlich nach Stockholm reisen, als der Abschluss eines Vertrages durch die russische Seite verzögert wurde.

### Letzte Jahre in Schweden
1682 fiel er wegen Äußerungen im Zusammenhang mit den Güterreduktionen des Königs in Ungnade. Es gelang ihm, beim König Vergebung zu erhalten. 1683 wurde er zum Präsidenten des Wismarer Tribunals ernannt, wofür er ein Jahresgehalt von 4000 Reichstalern erhielt, trat aber die Stelle nie an.
Mit Anders Lilliehöök, der in der Riddarholmskyrkan beigesetzt wurde, starb 1685 die männliche freiherrliche Linie der Lilliehööks aus. Ein Sohn aus der Ehe mit Märta Horn af Marienborg (1646–1668) starb im Säuglingsalter. Die zweite Ehe mit seiner Cousine Maria Elisabeth Bååt (1649–1682) blieb kinderlos.